# Jacques d’Albon de Saint-André
Jacques d’Albon de Saint-André (Albon, 1505 k. – Dreux, 1562. december 19.) Fronsac márkija, Montrond és Saint-André-d’Apchon hűbérura, Franciaország marsallja volt. A Habsburgok elleni harcban tűnt ki, és a katolikus párt egyik vezetőjeként vett részt a francia vallásháborúkban.
II. Henrik gyermekkori jó barátja volt, így három nappal I. Ferenc halálát követően, 1547. április 3-án meghívták a királyi tanácsba, és a kamara első nemesévé nevezték ki. Ugyanez év május 29-én a Szent Mihály-rend lovagja és marsall lett, majd Henrik július 25-i koronázásakor udvarmesterré nevezték ki a távolmaradó Anne de Montmorency helyére.
1552–1555 között V. Károllyal harcolt a rajnai határon, majd 1557-ben Montmorency-val együtt fogságba esett a II. Fülöp ellen vívott Saint-Quentin-i csata során. Kiszabadulva mindketten sokat tettek az 1559-es cateau-cambrésis-i béke megkötéséért. Ugyanez év szeptember 18-án, II. Ferenc megkoronázásakor Saint-André vette át a connétable-i tisztséget Montmorency-tól. Saint-André a Guise hercegek mellett részt vett a hugenották király ellen szőtt ún. amboise-i összeesküvésének megtorlásában.
Connétable-i rangját sikerült megőriznie IX. Károly 1560-as trónra lépésekor is. Az 1562-ben kitörő vallásháborúkban Montmorency és François de Guise herceg mellett az ún. „katolikus triumvirátus” tagjaként a királyi seregeket vezette. Nyári hadjáratával, melynek során július 4-én Blois-t, július 29-én Poitiers-t, augusztus 31-én pedig Bourges városát szerezte meg a református lázadóktól, megakadályozta, hogy a déli és északi hugenotta seregek egyesüljenek. A december 19-én vívott dreux-i csata a Coligny admirális és Condé hercege által vezetett lázadók vereségét hozta, ám Saint-André életét vesztette az összecsapásban. Ugyanekkor Montmorency fogságba esett. A triumvirátus megszűnt, Guise hercegét 1563 elején meggyilkolták. A kiszabaduló, mérsékeltebb Montmorency és Medici Katalin régens anyakirályné egy időre békésebb mederbe terelték az eseményeket.